# Roy Robertson-Harris
Roy Robertson-Harris (Oakland, 23 luglio 1993) è un giocatore di football americano statunitense che milita nel ruolo di defensive end per i New York Giants della National Football League (NFL).

## Carriera

### Chicago Bears
Dopo non essere stato scelto nel Draft NFL 2016, Robertson-Harris firmò con i Chicago Bears il 9 maggio 2016. Il 30 agosto 2016 fu inserito nella lista degli infortunati non legati al football, dove passò tutta la sua prima stagione.
Nel 2017 Robertson-Harris disputò 13 partite, facendo registrare 13 tackle, 2 sack e un passaggio deviato. L’anno seguente disputò tutte le partite, totalizzando 20 placcaggi e 3 sack. Il 15 aprile 2019 firmò un nuovo contratto con i Bears.
Nel primo turno della stagione 2019 contro i Green Bay Packers, Robertson-Harris mise a segno un sack su Aaron Rodgers nella sconfitta per 10–3. Nel quarto turno fece registrare 1,5 sack su Kirk Cousins dei Minnesota Vikings nella vittoria per 16–6.
Il 15 aprile 2020 Robertson-Harris rifirmò con Chicago. Il 9 novembre fu annunciato che si sarebbe sottoposto a un intervento chirurgico alla spalla, facendogli saltare il resto della stagione. Il 12 novembre fu inserito in lista infortunati.

### Jacksonville Jaguars
Il 17 marzo 2021 Robertson-Harris firmò un contratto triennale del valore di 23,4 milioni di dollari con i Jacksonville Jaguars. Il 2 ottobre 2022 mise a segno 9 placcaggi, di cui uno con perdita di yard, nella sconfitta per 29–21 contro i Philadelphia Eagles.
Il 25 febbraio 2023 Robertson-Harris firmò un nuovo contratto triennale del valore di 30 milioni di dollari con i Jaguars.

### Seattle Seahawks
Il 14 ottobre 2024 Robertson-Harris fu scambiato con i Seattle Seahawks per una scelta del sesto giro del Draft 2026.

### New York Giants
Il 10 marzo 2025 Robertson-Harris firmò un contratto biennale del valore di 9 milioni di dollari con i New York Giants.